# جو لوسون
جو لوسون (بالإنجليزية: Joe Lawson)‏ هو سياسي أسترالي، ولد في 27 يوليو 1893، وتوفي في 14 أغسطس 1973. انتخب عضو الجمعية التشريعية نيو ساوث ويلز.